# Omar Rebahi
Omar Rebahi, né le 2 septembre 1978 à Alger, est un judoka algérien.
Il a participé aux Jeux olympiques de 2000, 2004 et 2008,.

## Palmarès

### Compétitions internationales
| Année | Compétition            | Lieu           | Résultat | Catégorie      |
| ----- | ---------------------- | -------------- | -------- | -------------- |
| 1997  | Championnats d'Afrique | Casablanca     | 3e       | Moins de 60 kg |
| 1998  | Championnats d'Afrique | Dakar          | 1er      | Moins de 60 kg |
| 1999  | Jeux africains         | Johannesburg   | 3e       | Moins de 60 kg |
| 2000  | Championnats d'Afrique | Alger          | 3e       | Moins de 60 kg |
| 2001  | Championnats d'Afrique | Tripoli        | 1er      | Moins de 60 kg |
| 2002  | Championnats d'Afrique | Caire          | 1er      | Moins de 60 kg |
| 2003  | Jeux africains         | Abuja          | 1er      | Moins de 60 kg |
| 2004  | Championnats d'Afrique | Tunis          | 1er      | Moins de 60 kg |
| 2005  | Championnats d'Afrique | Port Elizabeth | 1er      | Moins de 60 kg |
| 2005  | Jeux méditerranéens    | Almería        | 1er      | Moins de 60 kg |
| 2006  | Championnats d'Afrique | Port-Louis     | 2e       | Moins de 60 kg |
| 2007  | Jeux africains         | Alger          | 1er      | Moins de 60 kg |
| 2008  | Championnats d'Afrique | Agadir         | 3e       | Moins de 60 kg |